# Polyalthia subcordata
Polyalthia subcordata este o specie de plante din genul Polyalthia, familia Annonaceae. A fost descrisă pentru prima dată de Carl Ludwig von Blume, și a primit numele actual de la Carl Ludwig von Blume. Conform Catalogue of Life specia Polyalthia subcordata nu are subspecii cunoscute.